# Slobodan Trifunović
Slobodan Trifunović je bivši hrvatski vaterpolist, državni reprezentativac, srebrni s europskog prvenstva 1977. u Jönköpingu i s Olimpijskih igara u Moskvi 1980.
Igrao je za korčulanski KPK i dubrovački Jug. 